# Cité Gagarine
La cité Gagarine est une ancienne cité résidentielle d'HLM située à Ivry-sur-Seine de 380 logements. Construite en 1963, elle est démolie en 2020 et remplacée par le projet de nouveau quartier « Gagarine-Truillot ».
Le quartier prioritaire Gagarine, qui englobe également quelques immeubles autour de la cité, comptait près 3 000 habitants en 2018 pour un taux de pauvreté de 39 %.

## Historique
La cité est dénommée ainsi en l'honneur du cosmonaute soviétique Youri Gagarine, qui vient l'inaugurer en 1963.

### Construction
En 1961, la crise du logement conduit la municipalité à édifier plusieurs cités, dont Gagarine et Maurice-Thorez, qui sont l'œuvre des deux architectes Henri et Robert Chevallier, fils de Louis Chevallier. Si la cité Maurice-Thorez a historiquement accueilli des membres du Parti communiste français, Gagarine a logé des ouvriers qui, après la crise industrielle, ont laissé place aux immigrés, espagnols, italiens, portugais, et enfin maghrébins et maliens.
La cité Gagarine est alors un quartier emblématique de la ceinture rouge, villes à mairie communiste (PCF principalement) entourant Paris depuis les années 1920,. Elle contient 380 appartements. 
Les années 1980 voient s'y développer un important marché d'héroïne, progressivement remplacée par le cannabis au début des années 2000.

### Démolition

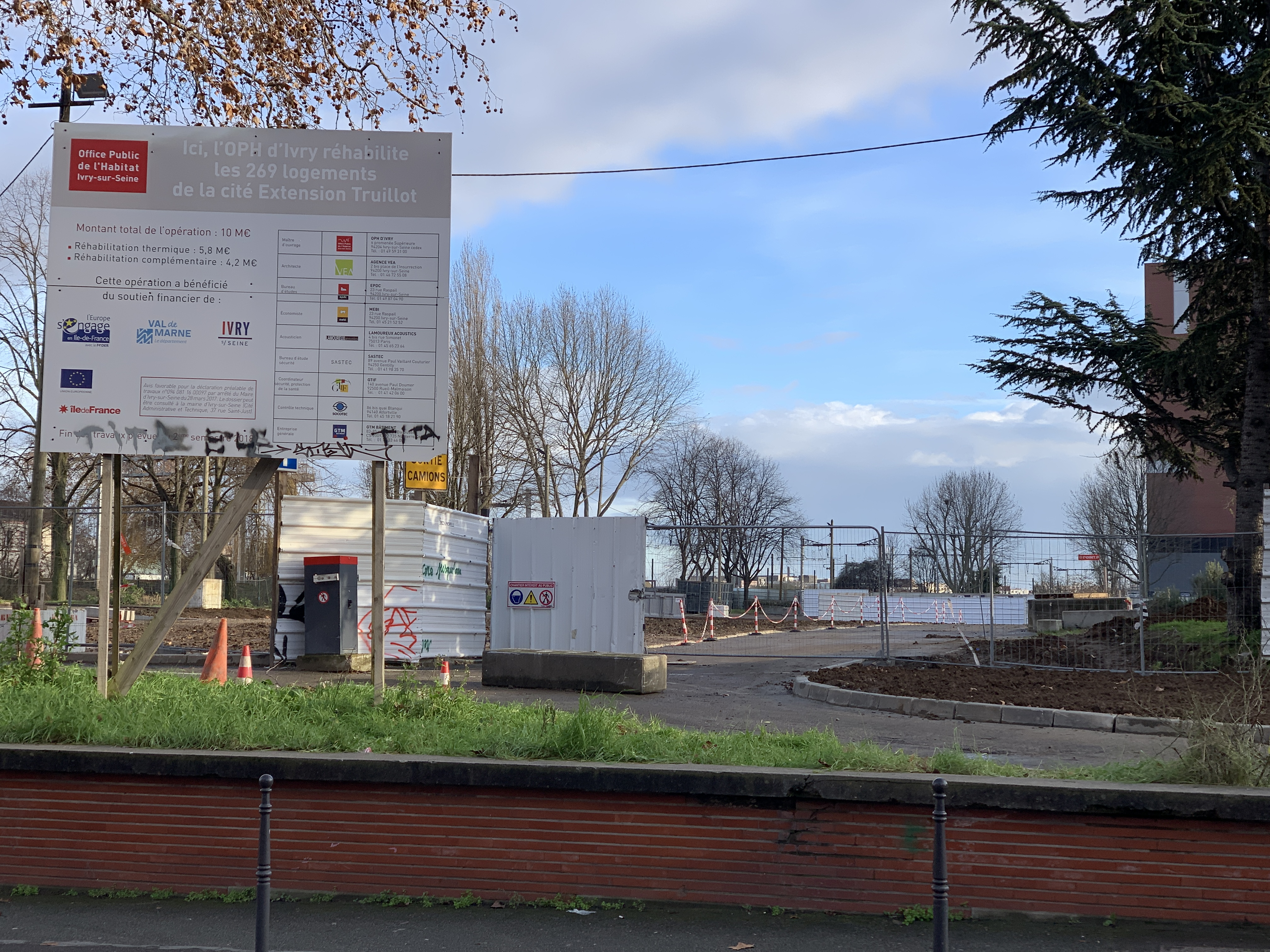
L'emplacement de la cité démolie en janvier 2021.

Après une première réhabilitation en 1995, jugée « factice » par certains habitants, la cité Gagarine est démolie entre 2019 et 2020. 
Cette décision provoque quelques oppositions, que certains habitants estiment déconnectée des réalités : « Les gens contre la destruction n’y habitaient pas. De leur joli loft, ils sont venus nous dire de préserver notre patrimoine. »

### Renouveau
À l'emplacement de la cité naît en 2016 la ZAC Gagarine-Truillot, projet de renouvellement urbain et architectural, qui inclut la déconstruction de la cité Gagarine.
Cette ZAC, sur une surface de 12,6 hectares, est située au nord de l'hôpital Charles-Foix, entre les rues Saint-Just, Raspail, Truillot et les voies ferrées. Elle est plus vaste que l'ancienne cité Gagarine.
Ce projet s'inscrit en parallèle du projet d'aménagement appelé Ivry Confluences, situé de l'autre côté des voies de chemin de fer,. Il prévoit la construction de 1 000 logements privés plus 430 sociaux.

## Dans la culture
Le bâtiment principal est utilisé comme décor pour le clip de Deux Frères du groupe PNL, le duo y ayant passé une partie de son adolescence. Pour l'occasion, un immense panneau publicitaire représentant la pochette de leur dernier album est déployé sur la façade.
La cité est le décor principal de Gagarine (2020), premier long-métrage de Fanny Liatard et Jerémy Trouilh, dont le tournage a lieu avant la destruction en août 2019,. Le duo avait d'abord réalisé un court métrage du même nom en 2016. 
La cité est mentionnée dans la chanson Par chez nous de Mendelson.

### Documentaire
- On a grandi ensemble (2022) d'Adnane Tragha, distribution Les Films qui causent
- Gagarine (2020) de Fanny Liatard, Jérémy Trouilh